# New Hope, Texas
New Hope är en ort i Collin County i delstaten Texas, USA.